# Ultramicrotomia
Ultramicrotomia é um método para o corte de espécimes em fatias ou seções extremamente finas, que podem ser vistas em um microscópio eletrônico de transmissão (MET). As seções devem ser finas porque os elétrons de 50 a 125kV dos microscópios eletrônicos padrão não podem passar através de material biológico mais espesso que 150 nm. Para melhores resoluções, as seções dever ser de 30 a 60nm. Isto é aproximadamente o equivalente a dividir na direção de seu eixo longitudinal um cabelo humano de diâmetro de 0,1mm em 2.000 fatias, ou cortar um único glóbulo vermelho em 100 fatias. Ultramicrotomia é uma técnica laboriosa, que requer muita prática e paciência. O equipamento que realiza a ultramicrotomia é chamado de ultramicrótomo, sendo que a própria operação de corte é supervisionada e controlada utilizando-se um microscópio óptico incorporado ao aparelho.

## Processo da ultramicrotomia
Existem muitos equipamentos envolvidos no processo de ultramicrotomia. Seções ditas "finas", ou seja, seções de 50 a 100 nm de espessura podem ser visualizadas no MET. Seções ditas semifinas ou "grossas" variam de 0,5 a 2μm, e são cerca de 10 a 20 vezes mais espessas do que as seções "finas". Essas seções grossas também são conhecidas como secções de avaliação são vistas em um microscópio óptico (de luz visível) para determinar se a área correta do espécime está em condições, incluindo a posição, de sofrer um corte fino. É uma prática muito comum de se ver a seção de espessura ao microscópio óptico antes de se prosseguir com ultramicrotomia ou corte fino.
Uma pequena amostra do tamanho de uma cabeça de um alfinete, é retirado do espécime a ser investigado. Os espécimes podem ser de matéria viva, como o tecido humano, animal ou vegetal, ou a partir de materiais inorgânicos, como rochas, metal, fitas magnéticas, de plástico, filme, etc. O bloco de amostra é o primeiro corte para criar uma face do bloco de 1 mm por 1 mm de tamanho. Seções "grossas" (1 μm) são levadas para ser analisadas em um microscópio óptico. Uma área é escolhida para ser seccionada para o MET e a face do bloco é re-aparada a um tamanho não maior que 0,7 mm em um lado. As fases do bloco normalmente tem uma forma de quadrado, retângulo, trapézio ou triângulo. Finalmente, cortes finos são cortados com um uma lâmina de corte, no ramo chamado de "faca", de vidro ou diamante usando um ultramicrótomo e as seções ficam flutuando na água que é realizada em uma cuba ou calha no equipamento. As seções são então recuperadas da superfície da água e montadas sobre uma grade de cobre, níquel, ouro ou outro metal. A espessura ideal de microscopia eletrônica de transmissão com a tensões de aceleração entre 50kV e 120kV é de cerca de 5-10 nm.

## Advances

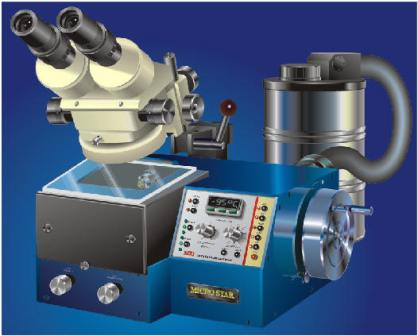
Crioultramicrótomo, ou um micrótomo que opera com a amostra sob criogenia.

Foi em 1952, que Fernandez-Moran introduziu a crioultramicrotomia, que é uma técnica semelhante, mas feito em temperaturas de congelamento entre -20 e -150°C. Crioultramicrotomia pode ser usada para cortar espécimes biológicos ultrafinos congelados. Uma das vantagens sobre as técnicas de ultramicrotomia mais "tradicionais" é a velocidade, uma vez que é possível congelar uma seção de amostra em 1 a 2 horas.